# لشکرکشی برمه (۱۹۴۴)
لشکرکشی برمه (انگلیسی: Burma campaign) در سال ۱۹۴۴ در امتداد مرزهای بین برمه و هند و برمه و چین رخ داد و کشورهای مشترک المنافع بریتانیا را درگیر کرد. اتحادیه کشورهای همسود، جمهوری چین (۱۹۴۹–۱۹۱۲) و نیروهای ایالات متحده آمریکا، در برابر نیروهای امپراتوری ژاپن و ارتش ملی هند نیروهای زمینی مشترک‌المنافع بریتانیا عمدتاً از بریتانیا، راج بریتانیا و آفریقا شرکت داشتند.